# François Vermond
François Vermond est un homme politique français né le 5 août 1849 à Péronne (Somme) et décédé le 16 octobre 1899 à Paris.
Avocat, il s'installe à Pontoise, où il dirige le journal "le Libéral de Pontoise". Maire de Beaumont, il est député de Seine-et-Oise de 1881 à 1885, inscrit au groupe de la Gauche radicale. Il ne se représente pas en 1885 et se consacre au journalisme.

## Sources
- « François Vermond », dans Adolphe Robert et Gaston Cougny, Dictionnaire des parlementaires français, Edgar Bourloton, 1889-1891 [détail de l’édition]